# 유미와 아름이
유미와 아름이는 대한민국의 트로트 음악 그룹이다.

## 데뷔
- 2011년 싱글 앨범 "째깍째깍 3초만"

## 음반
- 2011년 째깍째깍 3초만